# Alonso de Reynoso
Alonso de Reinoso y González de Candelas (Torrijos, Toledo, España, 1518-Concepción, Reino de Chile, 1567), fue un conquistador español que luchó en Honduras, México, Perú y en la guerra de Arauco en Chile. Luchó en la guerra de Arauco siendo corregidor de Angol y Cañete. Además, fue alcalde y corregidor de Concepción.

## Biografía
Nació en 1518 en Torrijos, cerca de Toledo, España, hijo de Diego de Reinoso y de María González de Candelas. Se casó con Catalina Flores de Riofrío y, junto con sus hijos, llega Cartagena de Indias, Colombia en 1535. Pronto se mudaron y luchó durante doce años en Honduras y el Yucatán junto a Pedro de Alvarado y Francisco de Montejo. Fue uno de los primeros alcaldes de la ciudad de Mérida. Dejando Mérida, viajó a Perú, donde después de dos años se encontró con Francisco de Villagra, que reclutaba soldados para la campaña de Pedro de Valdivia en la Araucanía.

## Guerra de Arauco
En 1551 viajó a Chile con Francisco de Villagra. Por su experiencia militar pronto fue nombrado corregidor de la ciudad de Angol en 1554, después de la muerte de Pedro de Valdivia. Francisco de Villagra lo designó entonces como Maestre de Campo de su ejército en 1554. Después de luchar en la batalla de Marihueñu, sobrevivió la derrota y la evacuación de la ciudad de Concepción. De regreso en Santiago, apoyó a Francisco de Villagra contra el intento de Francisco de Aguirre de nombrarse gobernador de Chile.
El nuevo gobernador García Hurtado de Mendoza nombró a Alonso de Reinoso como capitán de la caballería. Luchó en la batalla de Lagunillas y en la batalla de Millarapue.
Se trasladó a la zona de Tucapel, donde sorprendió en un ataque al amanecer a una asamblea mapuche en Cayucupil, después de realizar una marcha nocturna. Más tarde, Reinoso rescató a una columna al mando de Pedro de Avendaño, de una emboscada mapuche, cerca del valle de Purén.

## Corregidor de Cañete
Hurtado de Mendoza lo designó como corregidor de la recién fundada Cañete de la Frontera, cuando inició una expedición para conquistar el sur de Araucanía.
El líder mapuche Caupolicán intentó realizar un ataque la fortaleza de Cañete, contando con la intervención de un yanacona de quien se esperaba, abriría las puertas del fuerte desde su interior, pero fue traicionado. Reinoso abrió las puertas del fuerte, pero había montando una emboscada en la ciudad, logrando de esta forma engañar al toqui Caupolicán, aniquilando las tropas mapuches. Caupolicán logró huir pero fue perseguido por Pedro de Avendaño en las montañas donde se había refugiado durante la noche, y el 5 de febrero de 1558, Caupolicán fue capturado. De regreso a Cañete, Alonso de Reinoso condenó a Caupolicán a ser ejecutado por empalamiento. 
Esta medida no detuvo la rebelión mapuche ya que éstos se fortificaron en Quiapo y otros lugares, bloqueando los caminos a la región de Arauco. Al regreso de Hurtado de Mendoza, el gobernador y Reinoso, atacaron y destruyeron la fortificación mapuche en la batalla de Quiapo. Reinoso condenó a setecientos guerreros mapuches capturados a ser ahorcados en el mismo campo de batalla. Hurtado de Mendoza nombró a Reinoso su Maestre de Campo a mediados de enero de 1559, dejándolo a cargo de todas las tropas al sur del río Bio-Bio.

## Últimos años y muerte
A partir de 1559 Alonso de Reinoso vivió en la reconstruida ciudad de Concepción, en donde fue nombrado alcalde y corregidor. Continuó como maestre de campo del sucesor de Hurtado de Mendoza, el nuevo gobernador Francisco de Villagra. Murió ahogado en un naufragio, cerca de la ciudad de Concepción en 1567, mientras escoltaba a la ciudad a los oidores de la recién creada Real Audiencia de Chile.